# Sainte Rufine (Vélasquez)
Pour les articles homonymes, voir Rufine.
Sainte Rufine est une huile sur toile peinte par Diego Vélasquez, elle représente sainte Rufine avec deux tasses et une sous-tasse dans la main gauche, et une grande branche de palmier dans la main droite.

## Paternité de l’œuvre
L'authenticité est défendue par Peter Cherry depuis la mise aux enchères de la toile chez Christie's (1999) et plus tard par Pérez-Sánchez, qui préférait avancer sa date à 1629, lui trouvant des ressemblances avec le portrait de La Reine Marianne d'Autriche, jusqu'au nettoyage complet de l’œuvre où il préféra avancer cette date à 1623, la comparant à Imposition de la chasuble à Saint Ildefonse. Pour Jonathan Brown, il ne s'agit que d'une œuvre médiocre qui ne peut être attribuée à Velázquez mais éventuellement à Mazo.
La toile fut soumise aux analyses scientifiques du musée du Prado par Peter Cherry et Carmen Garrido qui avalisent totalement la paternité de Vélasquez sur cette toile.

## Technique
Pour le centre Vélasquez de Séville, les restaurations et nettoyages effectués permettent d'apprécier les techniques et préparations de l’œuvre. Celles-ci « selon toute évidence » datent d'une période de transition technique de Vélasquez, entre sa période sévillane et ses premières rencontres avec les collections royale madrilènes, ce qui implique que l’œuvre ait été peinte avant son premier voyage en Italie. La toile est donc antérieure à 1630. 
La précision du dessin préparatoire et la densité de pâte sur la plume évoquent la technique sévillane des natures mortes de Vélasquez, comme le confirme Jonathan Brown et le modèle de l'enfant est lié à la toile, sévillane également, de Imposition de la chasuble à Saint Ildefonse réalisée entre 1622 et 1623 avant de quitter Séville.
En nettoyant la toile, des marques de nettoyages des pinceaux du peintre ont été trouvées sur le bord droit, selon l'habitude de Vélasquez, qui n'hésitait pas à nettoyer ses pinceaux sur les bords de ses toiles, sachant qu'il recouvrirait ces zones de peintures ultérieurement. La peinture étant très fine ici comme dans d'autres toiles du peintre (Portrait de l'infant Don Carlos), elle permet d'analyser ces points.

## historique
La toile parut dans un inventaire du marquis de Carpio lors d'une succession du duc d'Albe en 1802 sous les termes « Une peinture de Sainte Rufine, à mi-corps, avec une plume et des tasses dans les mains, original de Diego Velázquez, haute de trois quarts et demi de haut et de deux doigts de large ». Elle fut vendue à une date inconnue à un ami de Goya, Sebastián Martínez (1740-1800), dans l'inventaire de qui elle apparut comme « sainte Juste ». Elle passa par héritage à Fernando Casado de Torres qui l'évalua à 5000 réaux pour lesquels elle fut vendue en 1844 à Celestino García Fernández, toujours décrite comme « sainte Juste de Vélasquez »et évaluée à 10000 réaux, avant de passer entre les mains du marquis de Salamanque qui la revendit sous le nom de « Sainte Claire de Vélasquez » à Paris en 1867. Elle fut vendue à Cooke qui la conserva avec une attribution à Murillo, attribution probablement changée en raison de la célébrité de cet artiste en Grande-Bretagne. Elle garda cette attribution lors de ses ventes en 1925 à New York, en 1948 à Buenos Aires, au Brésil en 1951 jusqu'à sa réapparition en 1999 à New York où elle fut vendue par Christie's à New York en 1999 pour 6,6 millions d'euros à une collection privée, avant d'être remise en vente en 2007 par Sotheby's à Londres pour  11 113 000 euros, détenant alors le record de prix pour une toile ancienne de l'école espagnole. Elle est actuellement dans la collection de la fondation  Focus-Abengoa qui l'a achetée avec le soutien de la ville de Séville et exposée à l'hospice des Vénérables de Séville.

## Description
La toile représente sainte Rufine. Sainte Rufine et sa sœur sainte Juste sont les patronnes de Séville. Elle porte une grande plume ou un rameau de palmier dans la main droite, dans la main gauche, elle porte deux tasses sur une sous-tasse.
Vélasquez a probablement pris comme modèle l'une de ses filles, Francisca ou Ignacia qui avaient alors 12 ou 14 ans.

## Exposition
La toile est actuellement dans la collection de la fondation Focus-Abengoa qui l'a achetée avec le soutien de la ville de Séville et est exposée dans la maison natale de Vélasquez à Séville.